# Серийна комуникация
Серийната комуникация в телекомуникациите и компютърните науки е процес на изпращане на информация, която е разделена на един бит за дадено време. Информацията се предава последователно през комуникационен канал или шина за компютърни данни. Серийната комуникация е различна от паралелната комуникация, при която множество бита се изпращат заедно на конектор с множество паралелни канали.
Серийната комуникация се използва във всички дългосрочни комуникации и в повечето компютърни мрежи, където разходите за кабели и техните проблеми при синхронизация при паралелни комуникации са непрактични. Серийните потоци от данни на компютрите са често срещани дори и на по-къси разстояния.